# التهاب الجلد بسبب الإستروجين الذاتي
يظهر التهاب الجلد المناعي الذاتي بالإستروجين الذاتي (بالإنجليزية: Autoimmune estrogen dermatitis)‏ باضطراب الجلد، إكزيمي، حطاطية، فقاعية، أو شروي. مع حكة، ويكون الطفح الجلدي مزمنا ولكنه يتفاقم إلى الأبد أو قد يحدث مباشرة بعد الحيض.:83